# HAF 604
HAF 604 ist eine chinesische Zertifizierung für Komponenten von Nuklearanlagen. Dies bedeutet, dass bestimmte sicherheitsrelevante Komponenten, die für Nuklearanlagen in China bestimmt sind, vom Hersteller vorab registriert bzw. zertifiziert werden müssen, damit sie legal in China eingeführt werden können.
Verantwortlich für die Registrierung von Komponenten für Nuklearanlagen, die außerhalb von China hergestellt werden, ist die Chinesische Behörde für Nukleare Sicherheit (国家核安全局), die die sogenannte HAF 604-Zertifizierung vornimmt. 

## Vorschriften
Die Vorschriften der HAF 604-Zertifizierung (Supervision and Management Regulations for Imported Civilian Nuclear Equipment) sind mit dem Ziel etabliert worden, die Importe von Nuklearsicherheitskomponenten aus dem Ausland besser überwachen zu können. Diese Regelungen gelten genauer für die Verwaltung der Registrierung von Komponenten aus dem Ausland, hinsichtlich deren Konstruktion, Herstellung sowie der Installation dieser Nuklearsicherheitskomponenten in Atomanlagen. 
Die Sicherheitstests, die stark von den jeweiligen Komponenten abhängen, werden durch die zertifizierende Behörde, sowie ggf. weiteren Behörden gemäß der gesetzlichen Vorschriften durchgeführt.